# Lee McGeorge Durrell
Pour les articles homonymes, voir Durrell.
Lee McGeorge Durrell, née le 7 septembre 1949, est une naturaliste, biologiste, auteur et présentatrice de télévision britannique. Mieux connue pour son travail au zoo de Jersey, en collaboration avec son mari, le naturaliste Gerald Durrell, le fondateur du zoo.